# 薩氏櫛鱗鰨
薩氏櫛鱗鰨為輻鰭魚綱鰈形目鰨亞目鰨科的其中一種，為亞熱帶海水魚，分布於東印度洋安達曼海海域，棲息深度2-9公尺，體長可達4.5公分，棲息在珊瑚礁底層水域，生活習性不明。